# Griga United FC
Griga United Football Club – nieistniejący już belizeński klub piłkarski z siedzibą w mieście Dangriga, stolicy dystryktu Stann Creek. Funkcjonował w latach 1994–2005 i 2010–2011. Domowe mecze rozgrywał na obiekcie Carl Ramos Stadium.

## Historia
Klub został założony w 7 lipca 1994 pod nazwą Dangriga Jaguars. Niedługo potem dołączył do ligi belizeńskiej, w której występował przez blisko dekadę bez poważniejszych osiągnięć. W 1999 roku zmienił nazwę na Grigamandala, w 2000 roku na Griga Tropical, by ostatecznie w 2001 roku pozostać przy nazwie Griga United. W 2004 roku klub został przejęty przez przedsiębiorstwo Mas Que Once, S.A. de C.V., a w 2005 roku zmienił nazwę na Print Belize Griga.
Latem 2005 klub wycofał się z rozgrywek ligi belizeńskiej. Został reaktywowany pięć lat później, kiedy pod nazwą Griga United rozegrał sezon 2010/2011, po czym po raz kolejny wycofał się z najwyższej klasy rozgrywkowej.
Klub występował w purpurowo-czarnych barwach.

## Trenerzy
- Anthony Adderly (1999–2003)[8][9][10]